# Карюченко Дмитро Миколайович
Дмитро Миколайович Карюченко (15 січня 1980) — український шпажист, олімпієць, призер та чемпіон світу, призер та чемпіон Європи, 3 разовий чемпіон всесвітньої універсіади.

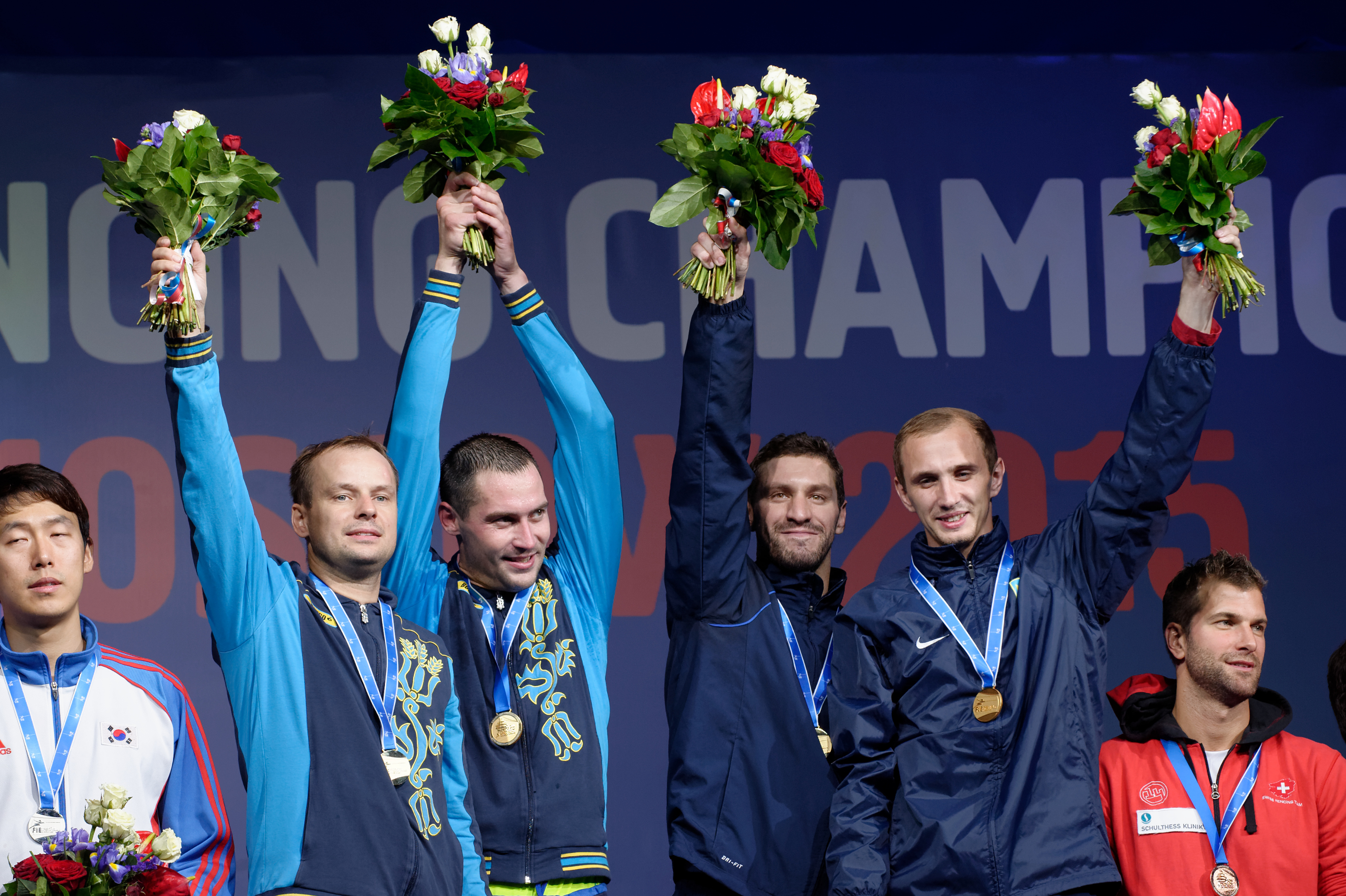
Дмитро Карюченко (другий зліва) у складі Національної збірної України на церемонії нагородження чемпіонату світу 2015 року в Москві.

Народився у 1980 році у Харкові. Потрапив на фехтування у 1990 р. Першим тренером був рідний брат Карюченко Ігор.
Після смерті Єпишева А. С. у вересні 1994 р. потрапив до тренерів Одокієнко І. І. та Авербеха Л. В.
У 1995 р. в 15 років виграв юніорську першість України, а вже в 1997 у 17 років поїхав на перший свій дорослий чемпіонат світу у складі збірної команди України, Кейптаун (ПАР).
Виступає у складі національної збірної України з 1997 р.
1997 р. — 3 місце, чемпіонат світу серед юніорів, особисті змагання, Тенерифе, Іспанія.
1998 р. — чемпіон світу серед юніорів, Валенсія, Венесуела.
1999 р. — 2 місце, чемпіонат світу серед юніорів, Угорщина, команда.
1999 р. — 1 місце, Чемпіонат Європи серед юніорів, Португалія, команда.
2000 р. — 3 місце серед юніорів, команда, Соус Бенд, США.
2001 р. — 1 місце, команда, Чемпіонат Європи, Лейпциг, Німеччина.
2002 р. — 3 місце, команда, Чемпіонат Європи з фехтування, Москва (Росія).
2003 р. — 1 місце, команда, Всесвітня літня Універсіада, Дегу (Південна Корея).
2003 р. — 2 місце, команда, Чемпіонат Європи з фехтування Бурже (Франція).
2004 р. — учасник Олімпійських ігор в Афінах.
2005 р. — 1 місце, команда, Всесвітня літня Універсіада, Ізмір, Туреччина.
2005 р. — 3 місце, команда, чемпіонат світу, Лейпциг, Німеччина.
2006 р. — 3 місце, команда, чемпіонат світу, Турин, Італія.
2007 р. — 1 місце, команда, 24-та Всесвітня літня Універсіада, Бангкок, Таїланд.
2010 р. — 2 місце, команда, чемпіонат Європи, Лейпциг, Німеччина.
2012 р. — 3 місце, команда, чемпіонат Європи Леньяно, Італія.
2012 р. — учасник Олімпійських ігор в Лондоні.
2013 р. — 2 місце, команда, Чемпіонат світу, Будапешт, Угорщина.
2013 р. — 3 місце, команда, чемпіонат Європи, Загреб, Хорватія.
2015 р. — 1 місце, команда, чемпіонат світу, Москва (Росія).
Особисті перемоги на етапах кубка світу.
Перше місце — кубок світу 2012, Леньяно.
Перше місце — Кубок світу 2010, Буенос Айрес.
Перше місце — кубок світу 2006, Лісабон.
Перше місце — кубок світу 2006, Кувейт.
Найкращий результат сезону.
Друге місце на кубку світу 2006 р. — 188 балів.
Державні нагороди
- Медаль «За працю та звитягу» (29.11.2005) [1]
- орден «За заслуги» 3 ступеня (2007).

## Виступи на Олімпіадах
| Олімпіада   | Дисципліна                | Стадія | Супротивник         | Результат | Місце | Стадія  | Супротивник     | Результат | Місце | Стадія  | Супротивник         | Результат | Місце | Стадія     | Супротивник | Результат | Місце | Загальне місце |
| Афіни 2004  | Фехтування шпага особисті | 1 коло | Daidj (Алжир)       | 15:6      | 1     | 2 коло  | Marik (Австрія) | 15:7      | 1     | 3 коло  | Strigel (Німеччина) | 12:15     | 2     | -          | -           | -         | -     | 16             |
| Афіни 2004  | Фехтування шпага команда  | 1 коло | Угорщина            | 34:38     | 2     | -       | -               | -         | -     | -       | -                   | -         | -     | за 5 місце | США         | 45:33     | 1     | 5              |
| Лондон 2012 | Фехтування шпага особисті | 1 коло | Borel (Франція)     | 10:15     | 2     | -       | -               | -         | -     | -       | -                   | -         | -     | -          | -           | -         | -     | 22             |
| Ріо 2016    | Фехтування шпага особисті | 1 коло | Родрігес (Колумбія) | 13:15     | 2     | -       | -               | -         | -     | -       | -                   | -         | -     | -          | -           | -         | -     | 36             |
| Ріо 2016    | Фехтування шпага команда  | 1 коло | -                   | -         | -     | 1/4 фін | Росія           | 45:32     | 1     | 1/2 фін | Італія              | 33:45     | 2     | за 3 місце | Угорщина    | 37:39     | 2     | 4              |